# Luís Galego
Luís Miguel Araújo Brito Galego (Porto, 25 de abril de 1966) é um xadrezista português, detendo o título de Grande Mestre Internacional de Xadrez. Em junho de 2011, com 2 501 pontos de ELO, ocupava a posição de número um de Portugal, segundo o ranking da FIDE.